# آرتور ژرژ (بازیکن فوتبال، زاده ۱۹۷۲)
آرتور ژرژ تورس گومز آرائوخو آموریم (زاده ۱ ژانویه ۱۹۷۲)، که معمولاً با نام آرتور ژرژ شناخته می‌شود، بازیکن سابق فوتبال و سرمربی کنونی فوتبال اهل پرتغال است. که هم اکنون هدایت باشگاه ورزشی الریان را برعهده دارد.

## دوران مربیگری
ژرژ، مربی‌گری را با باشگاه فوتبال فامالیکاو آغاز کرد و توانست با کسب مقام سوم در دسته چهارم فوتبال پرتغال، آن‌ها را به پلی‌آف صعود سوق دهد، هر چند که در نهایت صعود را از دست دادند.
سپس مدتی با تیم زیر ۱۹ سال براگا مشغول بود تا این‌که در سال ۲۰۱۲ سرمربی باشگاه فوتبال براگا بی شد و با این تیم در سگوندا لیگا فعالیت داشت اما ۴ ماه بعد این شغل را ترک کرد.
در سال ۲۰۱۳ سرمربی تیرسنسه شد و در سال ۲۰۱۷ بار دیگر، به براگا بازگشت و هدایت جوانان این باشگاه را برعهده گرفت. و پس از کسب رتبه سوم و نتایج قابل قبول، در سال ۲۰۲۰ سرمربی تیم زیر ۲۳ سال این باشگاه گردید. 
در ۳۰ نوامبر ۲۰۲۴ در دیدار فینال رقابت‌های کوپا لیبرتادورس باشگاه فوتبال بوتافوگو روبروی باشگاه فوتبال اتلتیکو مینیرو به میدان رفت و موفق شد با نتیجه ۱-۳ در این بازی به پیروزی برسد و جام قهرمانی این مسابقات را برای اولین بار در تاریخ این باشگاه از آن خود کند.

## زندگی شخصی
پسر او، که مانند پدرش، آرتور ژرژ نام دارد نیز بازیکن فوتبال است که همانند پدرش، در دوره‌ای برای براگا به میدان می‌رفت.